# Claustro
Il claustro (dal Latino claustrum: "luogo chiuso" o "recinzione") è una sottile lamina di sostanza grigia che si connette alle regioni corticali (come la corteccia pre-frontale e la corteccia parietale) o a quelle subcorticali (come il talamo).
Lateralmente è separato dal lobo dell'insula mediante la capsula estrema e medialmente è separato dal putamen con la capsula esterna.
Antero-inferiormente si continua con la sostanza perforata anteriore, l'amigdala e la corteccia pre-piriforme. È distinto in claustro insulare ed in un claustro temporale o pre-piriforme.
Riceve il nutrimento dall'arteria cerebrale media.
È considerata la struttura più inter-connessa all'interno del telencefalo che permette, quindi, di integrare molteplici stimoli corticali (come gli stimoli visivi, acustici e tattili) in un'unica esperienza. A causa del limitato numero di individui che soffrono di lesioni al claustro e a causa della scarsa risoluzione del neuroimaging, studiare questa struttura anatomica è estremamente complesso.
Il claustro è composto da numerosi tipi cellulari che differiscono in forma, dimensione e composizione neurochimica. Sono stati individuati cinque esemplari (di forma piramidale, fusiforme o circolare) e la maggior parte di loro ricorda, per morfologia, i neuroni piramidali della corteccia telencefalica. Il tipo predominante è il neurone di tipo 1, una grande cellula coperta da numerose spine dendritiche.
Il claustro si connette alla corteccia in maniera ipsilaterale (senza decussare) e agisce da catalizzatore di input corticali. In questo modo, le informazioni che risiedono nella corteccia vanno a sincronizzarsi le une con le altre. Senza il claustro, un individuo non riuscirebbe a rispondere in maniera efficace a stimoli complessi. Uno dei ruoli che si pensa essere proprio del claustro riguarda la capacità di scegliere tra informazioni utili e non utili, in modo tale da poter ignorare queste ultime. 
La componente corticale deputata alla coscienza è composta dalla corteccia frontale, la corteccia parietale, la corteccia cingolata e il precuneo. Dal momento che il claustro risulta essere specialmente connesso con queste aree cerebrali, si pensa che possa giocare un ruolo nell'attenzione e nella coscienza. I circuiti neuronali che mediano l'attenzione e la coscienza implicano numerose aree corticali, molte delle quali si connettono ai neuroni del claustro.
Precedenti studi clinici suggeriscono che i processi che portano alla coscienza siano lateralizzati all'emisfero sinistro (nell'uomo).

## La Struttura
Il claustro è una struttura sottocorticale telencefalica. Si tratta di un sottile foglio di materia grigia sotto la parte interna della neocorteccia. È su entrambi i lati del cervello e si trova sotto la corteccia insulare che profonda per i lobi temporali e parietali nel punto più profondo della fessura laterale e sopra l'esterno del putamen, che è una sub-struttura gangli basale. Il foglio è di circa uno a più millimetri di spessore, e può coprire fino a un paio di centimetri a seconda dell'animale.
Un aspetto interessante del claustro è la scarsità di tipi di cellule. Nella maggior parte delle parti del cervello, soprattutto nelle regioni corticali, vi è una notevole differenziazione dei tipi cellulari, dando modo a una serie di funzioni. Nel claustro, come il Dr. Crick e altri hanno sottolineato, ci sono tre tipi principali di cellule. Il primo, che si ritiene di tipo 1, è grande e ricoperto di spine dendritiche. Queste cellule ricevono in ingresso, nonché al progetto di nuovo verso varie regioni, sia lateralmente che medialmente. Gli altri due tipi di cellule non hanno spine, ma possono essere distinguibili in base alla dimensione corpo cellulare. Tuttavia, entrambi sono limitate al claustro e, quindi, sono etichettati interneuroni.
Ci sono stati una serie di studi che hanno esaminato le proteine all'interno del claustro. In un esperimento condotto presso l'Università di Carolina del Sud di J.R. Agostino i ricercatori hanno esaminato le proteine leganti il calcio nel claustro della scimmia rhesus, tra cui calbindina D28K, parvalbumina e calretinina. Dopo aver rimosso il cervello e adeguatamente preservati questi, il gruppo ha utilizzato vari anticorpi e antisieri per rilevare la presenza delle proteine. Le proteine calbindina si sono mostrate come elementi probabili nel circuito inibitorio del claustro, mentre il calretinina come buffer di calcio per mantenere l'omeostasi. Un altro studio ha esaminato l'innervazione serotoninergica nel claustro. La chiara conclusione era che, nel claustro ventrale gli assoni macchiati erano brevi e disposti in modo casuale. Tuttavia, nella dorsale, sezione non-visiva, del claustro, le fibre correvano costantemente in lunghezza lungo la direzione dorso-ventrale.

## La coscienza
Un ricercatore statunitense dell'Allen Institute for Brain Science di Seattle, Christof Koch, in un recente annuncio riportato dalla rivista scientifica Nature, dichiara che potrebbe aver trovato delle prove che confermano l'ipotesi secondo cui la coscienza avrebbe sede nel claustro.
Grazie a una nuova tecnica, messa a punto dal team di Koch, che permette di ricostruire in 3D le cellule cerebrali, si è riusciti a ricostruire tre neuroni del claustro. I neuroni si ramificano producendo 'germogli' in cerca di zone cui connettersi. Tutti e tre i neuroni ricostruiti tridimensionalmente si ramificano in entrambi gli emisferi cerebrali, ma solo uno avvolge l'intero cervello. Un gigantesco neurone che, secondo lo scienziato, avrebbe dunque la funzione di coordinare i segnali che giungono dalle diverse zone del cervello, dà in tal modo forma alla coscienza, anche se tali evidenze sono state studiate nell'encefalo di un ratto.
Ulteriori ricerche in questa direzione, confermano l'ipotesi proposta da Koch in merito al ruolo precipuo svolto dal claustro nell'attività di coscienza.